# Fuga precipitosa in Elphinstone Road
Il 29 settembre 2017, si è verificata una fuga precipitosa nella stazione ferroviaria di Elphinstone Road, nella periferia di Mumbai, in India. Almeno 23 persone sono rimaste uccise e altre 39 ferite. L'incidente è avvenuto tra le stazioni ferroviarie di Parel e di Elphinstone Road.

## Incidente
La mattina del 29 settembre 2017, intorno alle 10:30 ora locale, si è verificata una fuga precipitosa su un ponte pedonale nella stazione ferroviaria suburbana di Elphinstone Road a Mumbai, che collega due delle principali linee suburbane della città.

## Causa
L'incidente è avvenuto durante l'ora di punta mattutina alla stazione di Elphinstone Road, quando sono arrivati contemporaneamente quattro treni.  In quel momento pioveva e c'era già un gran numero di persone ammassate sul ponte stretto. È possibile che qualcuno sia scivolato e caduto quando i passeggeri hanno ripreso il cammino dopo la pioggia, provocando la fuga precipitosa.
La voce che il ponte pedonale stesse crollando potrebbe aver causato una fuga precipitosa dei passeggeri. Secondo un testimone, la situazione è peggiorata perché la polizia e i soccorsi non hanno reagito immediatamente né hanno adottato misure per controllare la folla.
Almeno 23 persone sono morte e altre 39 sono rimaste ferite nella calca. Secondo un funzionario dell'ospedale, la maggior parte delle persone decedute ha riportato compressioni toraciche ed emorragie dovute alle ferite.

## Indagine della polizia
“Il cavalcavia della stazione di Elphinstone era sovraffollato e anche scivoloso a causa della pioggia. La situazione ha causato il panico e provocato una ressa sfrenata”. È quanto ha dichiarato Atul Shrivastav, IG della Railway Protection Force. Alla stazione di polizia di Dadar è stato registrato un caso di morte accidentale (ADR). Anche S. Jaykumar, commissario aggiunto di polizia (regione centrale) di Mumbai, ha affermato che il sovraffollamento era stato un fattore determinante.

## Reazioni
Piyush Goyal, allora Ministro delle Ferrovie, annunciò un risarcimento di ₨.10 lakh, pari a circa 15.200 dollari, per le vittime.
Il presidente dell'India, Ram Nath Kovind, espresse il proprio cordoglio per la “perdita di vite umane nella calca di Mumbai”. Il primo ministro Narendra Modi espresse le proprie condoglianze a “tutti coloro che hanno perso la vita a causa della calca di Mumbai” in un tweet.
Venkaiah Naidu (vicepresidente), Devendra Fadnavis (primo ministro del Maharashtra), Mamata Banerjee (primo ministro del Bengala Occidentale) e il leader dell'opposizione Rahul Gandhi hanno espresso le loro condoglianze per le vittime della calca.
Shiv Sena ha definito la calca “un massacro pubblico del popolo da parte del governo”.
Molti indiani hanno utilizzato i social media per criticare il governo per aver speso fondi in progetti come il nuovo treno proiettile da Mumbai ad Ahmedabad, nel Gujarat, invece di concentrarsi sulle infrastrutture di base. Molti media hanno criticato le infrastrutture della stazione e hanno descritto l'incidente come “una tragedia annunciata”. Il leader del MNS, Raj Thackeray, avvertì il primo ministro che non avrebbe permesso la posa di nemmeno un mattone per il treno proiettile a Mumbai, finché le infrastrutture ferroviarie locali non fossero state migliorate.
All'indomani dell'incidente il ministro delle Ferrovie Piyush Goyal dichiarò che il governo aveva richiesto un'indagine. Ordinò inoltre una verifica della sicurezza e della capienza di tutti i ponti pedonali delle stazioni suburbane di Mumbai.
Nel febbraio 2018 l'esercito indiano inaugurò tre nuovi ponti pedonali Bailey a Elphinstone Road, Currey Road e Ambivli. Questi furono costruiti rapidamente in risposta all'incidente.